# Aizuare
Aizuare (Ajsuare, Aiçuare, Aisuáre, Aissuari, Azuaro), pleme američkih Indijanaca iz grupe Omagua, velike porodice Tupian, porodice tupi-guarani, nastanjeni u drugoj polovici 17. stoljeća na zapadu bazena Amazone u području rijeke Rio Negro u brazilskoj državi Amazonas. Teritorij im se prostirao od ušća rijeke Juruá, pša do ušća rijeke Japurá na lijevoj strani Amazone (3°S širine i 65°W dužine). Pleme Aizuare i srodni Curacirari i Curucicuri (ili Curuzicari) govorili su Omagua dijalektima. Spominje ih Otac Samuel Fritz, jezuitski misionar koji je u drugoj polovici 17. i prvoj polovici 18. stoljeća 42 godine proveo među plemenima Omagua, Yurimagua, Ibanoma i Aizuare. U područjima gornjeg Marañona, provodi pokrštavanja Indijanaca i podiže misije. 
Aizuare su kulturno slični Yurimaguama, ali su govorili drugačijim jezikom. Godine 1688. okupili su se na misiji Teffé, odakle su se zbog lovaca na robove zajedno s Yurimaguama preselili na na misiju Yurimaguas na rijeci Huallaga. 
I muškarci i žene hodali su goli, ali su bili ipak vješti lončari čije su obojene posude i tikve bile na visokoj cijeni među drugim plemenima. Proizvodili su i perlice od školjaka koje su također bile na cijeni, i s kojima su druga plemena njima trgovala za robove. Ove robove kasnije su Aizuare prodavali plemenu Guaranacua na gornjem Rio Negru za željezno oruđe koje su ovi dobivali od Britabaza i Nizozemaca iz Gvajane.
U Brazilu više nema živih skupina Omagua. Pleme i jezik Aizuare su nestali.